# Gasthaus zum Reichsadler (Steppach bei Augsburg)

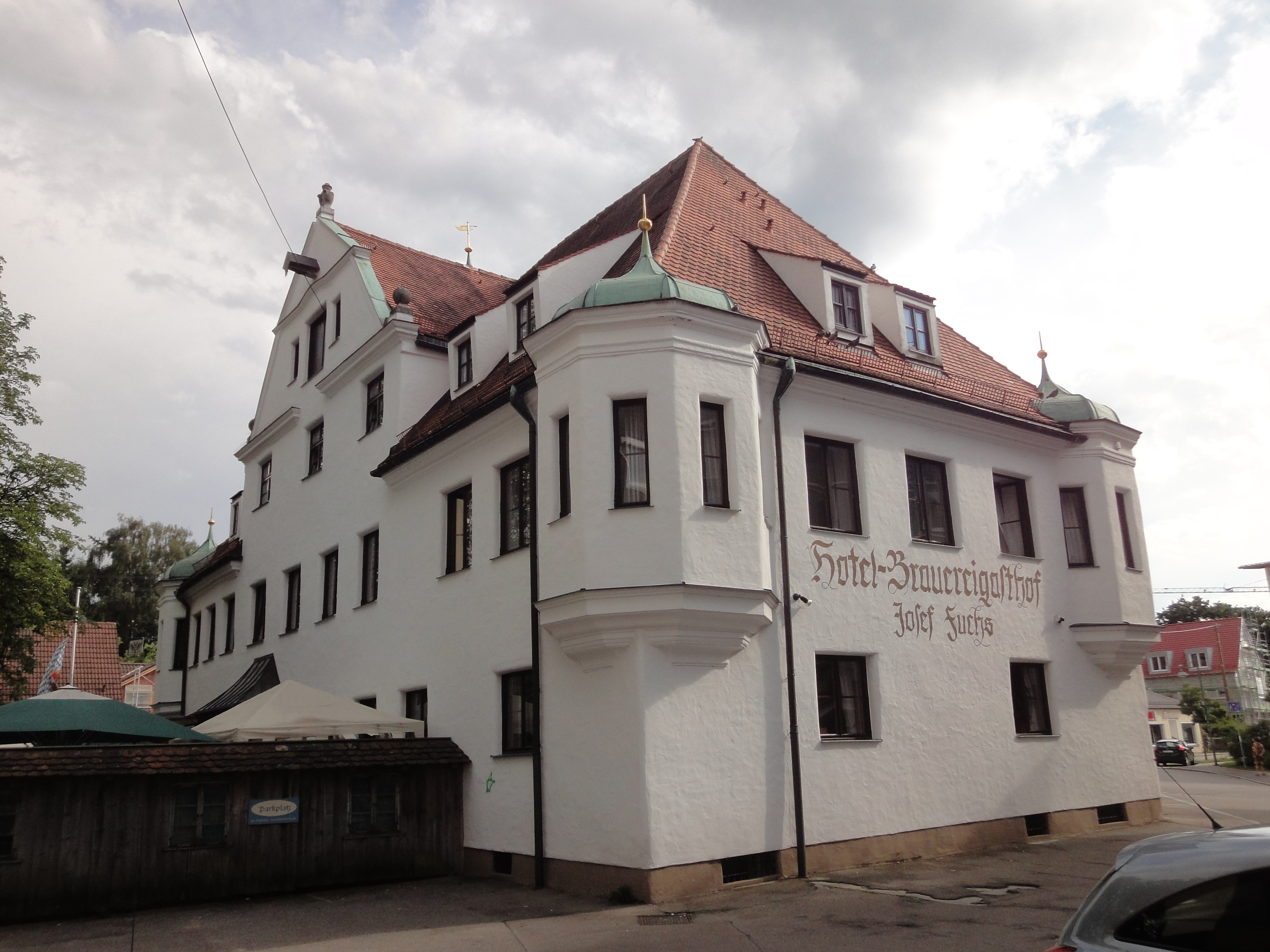
Gasthaus zum Reichsadler in Steppach

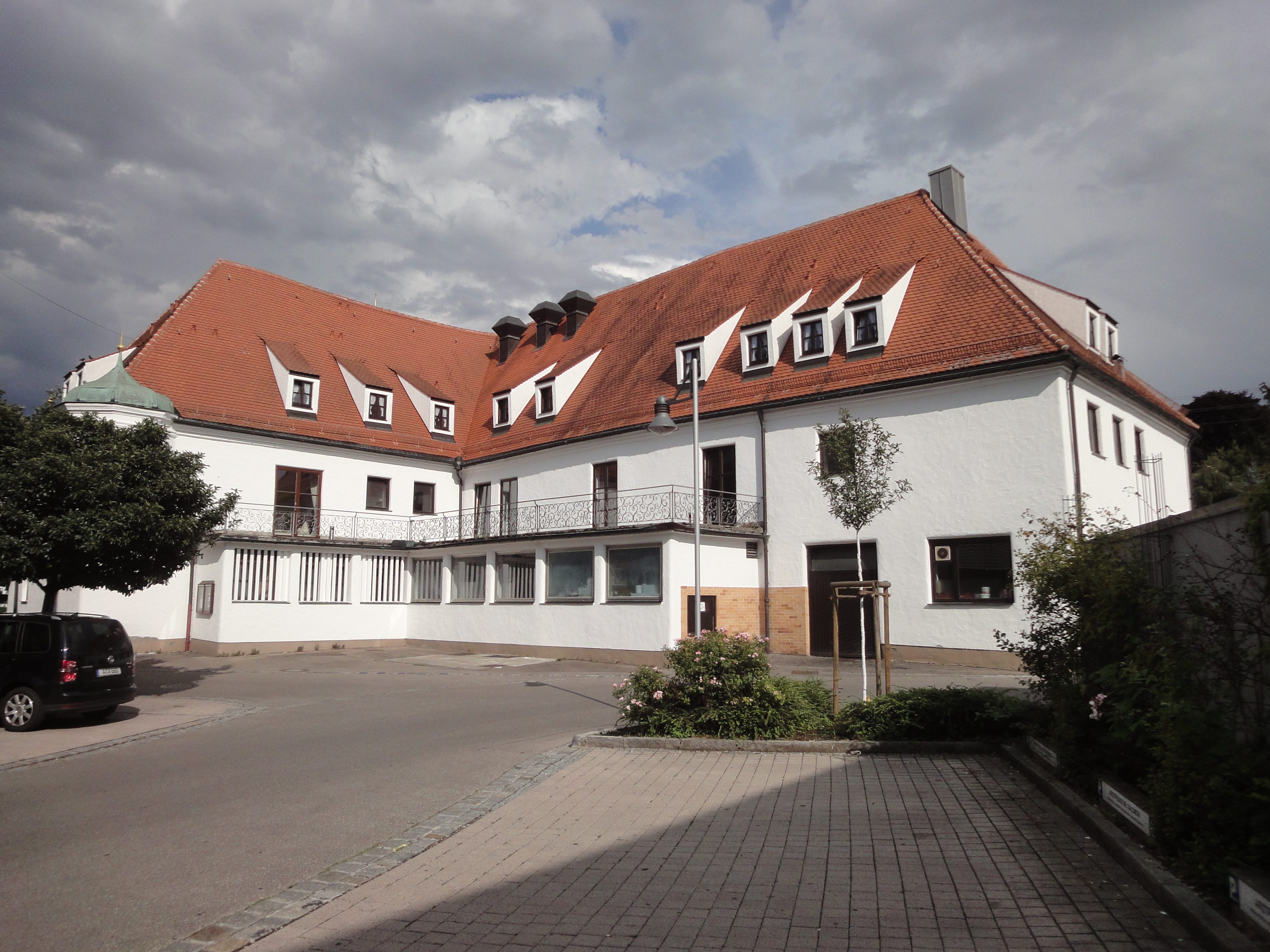
Hofseite

Das Gasthaus zum Reichsadler (heute Hotel-Brauereigasthof Josef Fuchs) in Steppach bei Augsburg, einem Stadtteil von Neusäß im Landkreis Augsburg im bayerischen Regierungsbezirk Schwaben, wurde in der ersten Hälfte des 17. Jahrhunderts errichtet. Das Gasthaus mit der Adresse Alte Reichsstraße 10 ist ein geschütztes Baudenkmal.
Der zweigeschossige, hakenförmige Bau wird von Walmdächern gedeckt. Die polygonalen Eckerker im Obergeschoss werden von einer kleinen Haube mit Dachknauf bekrönt. An der nordöstlichen Seite befindet sich ein Zwerchhaus mit seitlichen Kugelaufsätzen und Vase auf dem First.